# 島根県立川本高等学校
島根県立川本高等学校（しまねけんりつかわもとこうとうがっこう, Shimane Prefectural Kawamoto High School）は、島根県邑智郡川本町に所在した公立の高等学校。通称「川高」（かわこう）。
2007年（平成19年）美郷町の島根県立邑智高等学校と統合のうえ、島根県立島根中央高等学校が新設されたため生徒募集を停止し、2009年（平成21年）3月31日に閉校した。
なお島根県立川本高等学校の校地がそのまま島根県立島根中央高等学校に継承された。

## 概要
歴史
1924年（大正13年）に開校した「島根県立川本農蚕学校」（実業学校）を前身とする。創立から85周年目の2009年（平成21年）3月に閉校した。
設置課程・学科
全日制課程 普通科（2008年度（平成20年度）時点）
校訓
「質実剛健・自治協同・進取向上」
校章
4枚の柏の葉と2本のペンの絵を組み合わせたものを背景にして「高」の文字（旧字体）を配している。
校歌
作詞は木島俊太郎、作曲は森山俊雄による。歌詞は3番まであり、3番に校名の「川本高校」が登場する。
同窓会
「島根県立島根中央高等学校 卒業生会」に統合されている。

## 沿革
農林学校・新制農林高等学校時代
- 1924年（大正13年）4月1日 - 甲種農業学校として「島根県立川本農蚕学校」が開校。
- 1940年（昭和15年）4月30日 - 「島根県立川本農林学校」に改称。
- 1947年（昭和22年）4月1日 - 学制改革（六・三制の実施、新制中学校の発足）
  - 農林学校の生徒募集を停止（1年生不在）。
  - 新制中学校を併設し（名称:島根県立川本農林学校併設中学校、以下・併設中学校）、農林学校1・2年修了者を新制中学校2・3年生として収容。
  - 併設中学校は経過措置としてあくまで暫定的に設置されたため、新たに生徒募集は行われず（1年生不在）、在校生が2・3年生のみの中学校であった。
  - 農林学校3・4年修了者はそのまま農林学校に在籍し、4・5年生となる（4年修了時点で卒業することもできた）。
- 1948年（昭和23年）
  - 4月1日 - 学制改革（六・三・三制の実施、新制高等学校の発足）により、農林学校が廃止され、新制高等学校「島根県立川本農林高等学校」が発足。 
    - 農林学校卒業生（5年修了者）を新制高校3年生、農林学校4年修了者を新制高校2年生、併設中学校卒業生（3年修了者）を新制高校1年生として収容。
    - 併設中学校は新制高校に継承され（名称:島根県立川農林高等学校併設中学校）、在校生が1946年（昭和21年）に農林学校へ最後に入学した3年生のみとなる。

  - 8月7日 - 定時制 阿須那分校を設置。
  - 8月17日 - 定時制 粕淵分校を設置。
  - 8月20日 - 定時制 赤名分校を設置。
- 1949年（昭和24年）3月31日 - 併設中学校を廃止（旧制4・5年から新制3年へ修業年限の移行が完了）。

高等女学校時代
- 1942年（昭和17年）4月1日 - 「島根県立川本高等女学校」が開校。
- 1947年（昭和22年）4月1日 - 学制改革（六・三制の実施、新制中学校の発足）
  - 高等女学校の生徒募集を停止（1年生不在）。
  - 新制中学校を併設し（名称:島根県立川本高等女学校併設中学校、以下・併設中学校）、高等女学校1・2年修了者を新制中学校2・3年生として収容。
  - 併設中学校は経過措置としてあくまで暫定的に設置されたため、新たに生徒募集は行われず（1年生不在）、在校生が2・3年生のみの中学校であった。
  - 高等女学校3・4年修了者はそのまま高等女学校に在籍し、4・5年生となる（4年修了時点で卒業することもできた）。

新制高等学校
- 1948年（昭和23年）
  - 4月1日 - 学制改革（六・三・三制の実施、新制高等学校の発足）により、高等女学校が廃止され、新制高等学校「島根県立川本高等学校」が発足。 
    - 高等女学校卒業生（5年修了者）を新制高校3年生、高等女学校4年修了者を新制高校2年生、併設中学校卒業生（3年修了者）を新制高校1年生として収容。
    - 併設中学校は新制高校に継承され（名称:島根県立川本高等学校併設中学校）、在校生が1946年（昭和21年）に高等女学校へ最後に入学した3年生のみとなる。
- 1949年（昭和24年）
  - 3月31日 - 併設中学校を廃止（旧制4・5年から新制3年へ修業年限の移行が完了）。
  - 4月1日 - 高校三原則に基づく島根県内の公立高校再編により、島根県立川本農林高等学校と統合の上、総合制高等学校「島根県立川本高等学校」が発足。
    - 全日制課程 普通科および農業科を設置。
    - 当面の間、旧2校の校舎を使用する2校舎体制（第1校舎・第2校舎）をとる。
    - 旧・農林高等学校の定時制分校3校（阿須那・赤名・粕淵）を継承。
- 1952年（昭和27年）4月1日 - 商業科（1学級）を新設。
- 1956年（昭和31年）6月1日 - 粕淵分校が島根県立邑智高等学校として分離独立。
- 1957年（昭和32年）4月1日 - 阿須那分校を「羽須美分校」に改称。
- 1958年（昭和33年）
  - 4月1日 - 赤名分校を「赤来分校」と改称。本校校舎の統合が決定される（発足当時からの2校舎制を統合し、1校舎制とする）。
  - 8月 - 第1校舎敷地に校舎増改築に着手。
- 1959年（昭和34年）4月1日 - 両校舎の統合が完了。
- 1960年（昭和35年）4月1日 - 農業科の募集を停止。
- 1961年（昭和36年）
  - 2月23日 - 体育館兼講堂が完成。
  - 10月31日 - 図書館が完成。
- 1962年（昭和37年）3月31日 - 農業科を廃止する。運動場を拡張整備。
- 1963年（昭和38年）4月1日 - 赤来分校が島根県立飯南高等学校として分離独立。
- 1973年（昭和48年）12月1日 - 校舎建設用地造成工事に着手。
- 1976年（昭和51年）12月10日 - 屋内運動場（体育館）が完成。
- 1977年（昭和52年）12月19日 - 特別教室棟が完成。
- 1978年（昭和53年）
  - 12月14日 - 管理・普通教室棟が完成。
  - 12月20日 - 新校舎（現在地）へ移転完了。
- 1979年（昭和54年）
  - 4月23日 - 旧校舎を廃止。
  - 12月15日 - 新校旗を拝受。
- 1980年（昭和55年）
  - 4月23日 - 校舎竣工記念碑を建立。
  - 12月4日 - 体育部室が完了。
- 1981年（昭和56年）
  - 1月31日 - 文化部室が完成。
  - 5月9日 - くにびき国体（島根国体）開催を記念して国旗掲揚台が完成。
- 1982年（昭和57年）
  - 3月31日 - 寄宿舎棟が完成。
  - 10月 - くにびき国民大会のレスリング競技会場となる。
- 1986年（昭和61年）3月31日 - 江風会館（改造）が完成。
- 1990年（平成2年）4月1日 - 羽須美分校の生徒募集を停止。
- 1991年（平成3年）10月20日 - グラウンドとテニスコート（3面）を改修整備。
- 1992年（平成4年）
  - 3月31日 - 羽須美分校を廃止。
  - 4月1日 - 商業科の募集を停止し、その代わりに情報流通科（1学級）を新設。
  - 8月31日 - 情報処理実習室等の改造が完了。
- 1993年（平成5年）3月9日 - 情報処理実習用パーソナルコンピュータ46台を導入し、ネットワークシステムを整備。
- 1994年（平成6年）
  - 3月31日 - 商業科を廃止。
  - 9月20日 -  いきいきシマネスクール環境整備事業の一環として音楽広場が完成。
  - 12月20日 -  セミナーハウス（研修施設）との間に渡り廊下を新設。
- 1996年（平成8年）3月18日 - 教職員住宅が完成。
- 2000年（平成12年）12月11日 - リフレッシュ事業として屋外防水と外壁改修工事が行われる。
- 2005年（平成17年）4月1日 - 情報流通科の募集を停止。
- 2007年（平成19年）
  - 3月31日 - 情報流通科を廃止。
  - 4月1日 - 普通科の募集を停止。
- 2009年（平成21年）
  - 3月31日 - 閉校（普通科を廃止）。農林学校創立以来85年の歴史に幕を下ろす。
  - 4月1日 - 校地・施設・卒業証明書等の事務が島根県立島根中央高等学校に移管される。

## 部活動
運動部
- 陸上部
- 剣道部
- 柔道部
- バスケットボール部
- バレーボール部（女子）
- ソフトテニス部
- 野球部
- レスリング部

文化部
- 吹奏楽部
- 写真部
- 放送部
- ワープロ部
- 美術部
- 自然科学部
- 華道愛好会
- 茶道愛好会